# بين سايمور
بين سايمور (بالإنجليزية: Ben Seymour)‏ هو لاعب اتحاد الرغبي نيوزيلندي، ولد في 1 سبتمبر 1990 في نيبيار في نيوزيلندا.

## وصلات خارجية
- بين سايمور عل موقع إسبنسكروم (الإنجليزية)
- بين سايمور على موقع ItsRugby.co.uk (الإنجليزية)